# Casler
Casler war eine US-amerikanische Fahrzeugmarke.

## Markengeschichte
B. G. Casler aus Chicago in Illinois war die treibende Kraft hinter dieser Marke. Er war im Jahre 1901 auch sehr aktiv im Bereich Werbung. Die Fahrzeuge, die er anbot, ließ er überwiegend im Auftrag bei anderen Herstellern fertigen. Eine Quelle vermutet, dass die Woods Motor Vehicle Company aus Chicago einer der Hersteller war. 1901 war das einzige Jahr dieser Marke.

## Fahrzeuge
Im Angebot standen Elektroautos. Sie wurden beworben als keine Gefahr, kein Rauch, kein Lärm, keine Hitze, aber immer einsatzbereit. Die Reichweite war mit 96 km angegeben. Sie waren als Personenkraftwagen und Nutzfahrzeuge erhältlich. Die Neupreise lagen je nach Ausführung zwischen 500 und 2500 US-Dollar. Eine Abbildung zeigt einen offenen Zweisitzer mit Verdeck.